# Feliks Łukasz Lewiński
Feliks Łukasz Lewiński (* 24. Oktober 1751 in Lewino; † 5. April 1825) war ein polnischer Geistlicher und römisch-katholischer Bischof. Sein Halbbruder war der Bischof Franciszek Lewiński.
Lewiński studierte in Krakau und war dann zunächst Pfarrer in Danzig und Brest. Später wurde er Kanzler der Kathedrale von Kujawien in Włocławek (deutsch Leslau), später war er von 1795 bis 1819 Weihbischof des Bistums Włocławek; in dieser Zeit wurde er am 21. März auch Ritter des Sankt-Stanislaus-Ordens. Von 1819 bis 1825 war er der erste Bischof des 1818 errichteten Bistums Podlachia o Janów.
1819 war er in Mitglied im Senat des Königreichs Polen.

## Nachweise
- Henry Neumüller: Lewiński Feliks Łukasz. In: Der Ritterorden Sankt Stanislaus, Teil 1, 2. Aufl. Premstetten 2002, S. 193.
- Eintrag zu Feliks Łukasz Lewiński auf catholic-hierarchy.org.

| Personendaten    | Personendaten                                   |
| ---------------- | ----------------------------------------------- |
| NAME             | Lewiński, Feliks Łukasz                         |
| KURZBESCHREIBUNG | polnischer Geistlicher und katholischer Bischof |
| GEBURTSDATUM     | 24. Oktober 1751                                |
| STERBEDATUM      | 5. April 1825                                   |